# André Boerstra
Andries Cornelis Dirk Boerstra, detto André (11 dicembre 1924 – 17 marzo 2016), è stato un hockeista su prato olandese.

## Palmarès

### Olimpiadi
- Argento a Helsinki 1952 nell'hockey su prato.
- Bronzo a Londra 1948 nell'hockey su prato.